# Isilda Pelicano

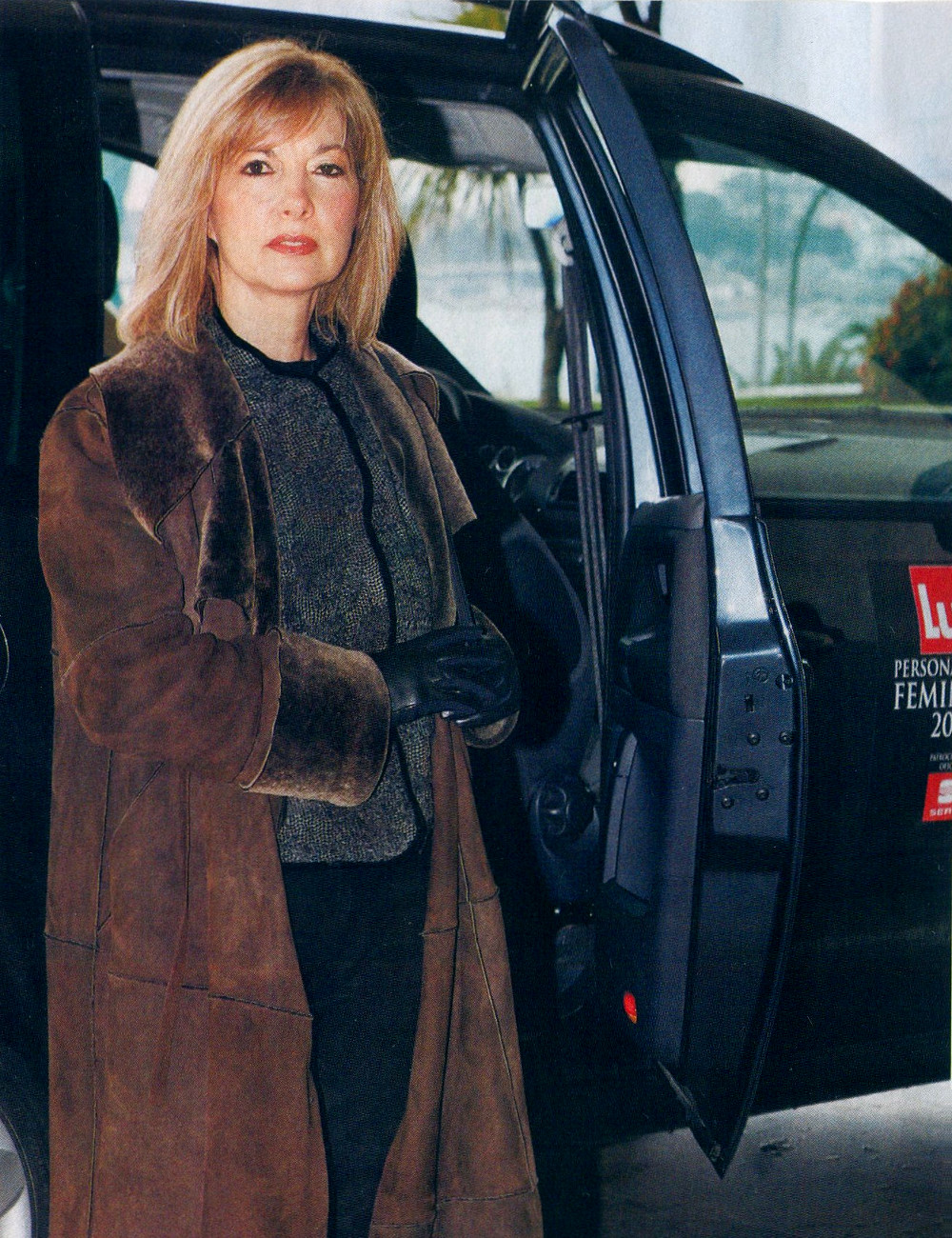
Isilda Pelicano

Isilda Pelicano (Alfaiates, 3 de Dezembro de 1949) é uma designer de moda portuguesa.
Recebeu o seu diploma de Designer de Moda do IADE - Instituto de Artes Visuais, Design e Marketing, em Lisboa.
Iniciou a sua carreira em 1991, e desde então apresenta colecções de senhora que comercializa sob a etiqueta Isilda Pelicano.
Participa regularmente em diversos eventos de moda dos quais são exemplo a FILMODA, Porto de Moda, Portugal Fashion e o Fashion Business Angola.
Através de um departamento próprio na empresa, Isilda Pelicano tem um trabalho significativo na área de Fardamentos. Destacam-se entre outros, projectos para a Central de Cervejas, Loja do Cidadão, Portugal Telecom na EXPO’98, UEFA EURO 2004, HPP-Hospitais Privados de Portugal (Grupo CGD), Coro Gregoriano de Lisboa, Museu de S. Roque e UEFA EURO 2008.
Vencedora do “Smirnoff Fashion Award”, mais recentemente Isilda Pelicano foi votada como "Personalidade Feminina 2006" na categoria Moda" pelos leitores da Revista Lux e em 2011 foi distinguida com o  “Prémio IADE Carreira 2011”.
Isilda Pelicano e as suas criações são citadas frequentemente nas revistas portuguesas como referência no mundo da moda, tendo ainda sido convidada a "vestir" a mundialmente famosa boneca Barbie e ainda, por ocasião da comemoração do 35º aniversário da gata nipónica mais famosa do mundo, Hello Kitty, participa em 2010 num desfile comemorativo, na Moda Lisboa (em conjunto com outros designers).

De referir ainda os seguintes reconhecimentos:
- “Smirnoff Fashion Award”, em Lisbon – 1º Prémio[28][29]
- IPO - Instituto Português de Oncologia / Liga Portuguesa Contra o Cancro - Menção Honrosa[44][45]
- Personalidade Feminina 2006 - categoria Moda[30][31][32][33]
- “Prémio IADE Carreira 2011"[34][35][36][37]

## Links Exteriores
- Website Oficial
- Facebook Página Oficial
- UEFA Euro 2008
- IADE – Instituto de Artes Visuais, Design e Marketing
- Mário Príncipe Photographer